# 이수데르 조리그투 칸
조리그투 칸(卓里克圖汗, ᠵᠣᠷᠢᠭᠲᠤ ᠬᠠᠭᠠᠨ, 키릴 문자:Зоригт хаан, 1358년 ~ 1392년)은 대몽골 울루스(몽골 제국) 붕괴 이후의 북원의 대칸(재위:1388년 ~ 1392년)이다. 휘는 보르지긴 이수데르(한국 한자: 孛兒只斤 也速迭兒 패아지근 야속질아 Есүдэр)였다. 후임자인 엥크 칸과 동일인물이라는 설과 엥크 칸이 그의 아들이라는 설이 있어서 다소 관계가 불분명하다. 또한 그가 전임 우스칼 칸 토구스테무르의 아들이라는 설도 있다. 원 세조 쿠빌라이 세첸 칸의 칸위 경쟁자였던 아리크 부케의 5대손이라는 설이 있다. 그가 누군가에 대해서는 정확히 알려진 것이 없다.
집권기간 중 반란에 직면했는데 차가타이 칸의 후손 구나시리는 하밀, 신장 지역에서 군사를 일으켜 자립, 독립국가 카라델을 세워 떨어져나갔고, 1389년 명나라로 투항한 노얀 네케레이 등이 오르도스에서 반란을 일으켰다. 1390년 5월에는 테무게 옷치킨의 후손인 요왕이 명나라로 투항했다. 몽골어 사료에는 '조리그투 칸'이라고 하며, 명나라의 실록에는 '예수데르'(也速迭兒), 자우하르 나마의 페르시아어 사료에는 '이슈데르'(یسودار)로 표기된다.
조리그투는 몽골어로 용감하다는 뜻이다. 황금사(黃金史)에 의하면 그는 원나라라는 국호를 폐지했다고도 한다.

## 생애

### 대칸 즉위 이전
1358년 혹은 1359년에 태어났으며 생일은 기록에 나타나지 않는다. 조리그투 칸 이수데르의 부모와 어린 시절에 대한 기록은 불분명해, 알려진 것이 없다. 호칭인 '조리그투'는 몽골어로 '용감한'이라는 뜻이다. 아리크 부케의 5세손으로, 그의 차남 나리쿠 부케의 후손으로 추정되나, 자세한 가족 관계는 실전되어 알 수 없다. 《몽고원류 (蒙古源流)》에 의하면 그는 북원(北元) 천원제 우스칼 칸 토구스 테무르의 장남이었다고 한다. 황금사에는 조리그투 칸으로 나타나며, 명나라계열의 사서 명사, 명실록에는 이수데르(也速迭儿 Есүдер)라는 이름으로 나타난다.
이수데르는 쿠빌라이가 맏형 몽케(헌종)가 붕어한 이후 칸위 다툼을 벌였던 막내동생 아리크 부케의 가문 출신이었다. 1382년에 명나라에서 편찬된 《화이역어》(華夷訳語)에는 '아리크 부케의 자손 대왕 이수데르'(Ariqbökö-yin uruγ-un kö'ün Yisüder)라는 언급이 있다. 쿠빌라이와 대칸위를 놓고 경쟁하다 패배한 아리크 부케에게 형 쿠빌라이는 몽골 서부 지역을 영토로 분봉했고, 이는 아리크 부케의 후예들에게 이어졌다. 티무르 제국 계열의 문헌에는 1389년 ~ 1393년 무렵에 조리그투 카안과 엥크 카안이라는 두 명의 다른 카안이 존재했다고 언급된다.
오르도스부 출신 북원 말~청나라 초의 몽골인 역사가 사강 세첸(Саган сэцэн)에 의하면 그는 원나라 황제 토곤테무르 우카가투 칸의 둘째 아들인 토구스테무르 우스칼 칸의 장남이자 그의 후계자였다 한다.
황후 보르지긴씨는 원 소종 아유르시리다르 빌레그트 칸과 고려인 권겸(權謙)의 딸 권황후 소생의 황녀였다.
그의 출생지와 초기 활동에 대해서는 알려진 것이 없다. 1388년 4월 12일 명 태조 홍무제 주원장은 남옥(藍玉)을 정로대장군(征虜大将軍), 당승종(唐勝宗)을 좌부장군(左副将軍), 곽영(郭英)을 우부장군(右副将軍)으로 임명하며 15만 대군을 만리장성 너머 영북으로 진격시켰다. 천원제의 북원 군대는 이들에 맞서 싸웠다. 1388년 10월 다시 명군이 내몽골을 침공하여 몽골고원 동부로 진격했다. 이를 호기로 본 이수데르는 오이라트 부족과 연합해 그해 11월 1일 반란을 일으켰다.

### 불확실한 가계와 정체
1389년~1393년경에 몽골과 중국 명나라 연대기에는 조리그투 칸과 엔케 칸이라는 두 명의 다른 사람의 이름을 언급한다. 티무르 제국의 문헌에도 조리그투 칸과 엥케 칸이 별도로 언급된다. 명나라측 사료에는 조리그투 칸 이수데르가 1388년부터 1391년까지 통치했으며 그의 아들 엔크가 1391년부터 1393년까지 통치했다고 기록되어 있다. 몽골원류에 의하면 조리그투 칸과 엥크 칸은 동일 인물로 보고 엥크 조리그투 칸이라 하는 한편, 몽골 황금사에는 조리그투 칸과 엥크 칸이 서로 다른 인물이라 기록되었다. 반면에 몽골의 다른 역사 자료는 엔케 조리그투 칸을 북원 천원제 토구스테무르 우스칼 칸의 아들로 언급한다. 
이 때문에 일부 학자들은 조리그투 칸을 아리크 부카의 후손 이수데르와 동일인으로 간주한다. 다른 중국 학자들은 엥크 칸이 이수데르의 아들이었다고 하는 반면, 다른 중국 학자들은 엥크 칸과 조리그투 칸이 다른 이름이지만 동일인물 설, 이수데르와 동일인일 수 있다고 본다. 일부 학자들은 엥크-조리그투 칸으로도 부른다. 그는 또한 토구스 테무르 칸의 아들이라는 설도 있다. 토구스테무르 우스칼 칸의 아들 설을 따른다면 그의 아내는 그와 사촌간이 된다.

### 정변과 즉위
그해 10월 고원 동부 후룬베이얼 지방 부이르 노르(호수) 근처에서 명나라 장군 남옥(藍玉)의 군대에게 천원제 토구스 테무르 우스칼 칸의 북원군이 격파되어 70,000명이 전사하는 참극이 벌어졌다(부이르 노르 전투). 토구스 테무르가 군사를 이끌고 부이르 노르로 간 사이 승상 카자크(咬住)에게 카라코룸의 유수를 명했다. 토구스테무르가 남옥의 군대에게 대패할 무렵 이수데르는 툴 강변에서 카자크를 습격, 대패시켰다. 
11월 1일(음력 10월 3일) 이수데르는 오이라트 병력과 함께 툴 강 강변에 매복하고 있다가 서부 전선의 장군들과 합류하려고 16기만을 거느린 채 카라코룸 서부에서 서쪽으로 가던 토구스 테무르를 습격했다. 토구스 테무르는 약간의 측근들과 함께 도피했으나, 이수데르는 대왕 호르후다슨 등을 파견하여 토구스 테무르를 사로잡았다. 이수데르는 부이르 노르에서 토구스 테무르와 그의 장남를 시해하고, 북원의 대칸에 등극했다. 일설에는 독살했다고도 하고, 다른 설에는 이수데르가 파견한 대왕 카라쿠타슨(火兒忽答孫)이 궁현으로 우스칼 칸과 태자를 목졸라 죽였다 한다. 이는 그대로 《명태조실록》에 수록되었다. 이수데르가 토구스 테무르를 시해하고 대칸위에 오른 것은 아리크 부케가 쿠빌라이에게 패배한 지 124년 만이었다. 이수데르가 정변을 일으킬 때 오이라트의 지지를 받았다. 
《화이역어》에 의하면 아리크 부케가 쿠빌라이 칸과 칸위 계승을 놓고 다툴 때 아리크 부케를 지원했던 오이라트 부족이 이수데르를 적극 지원했다. 몽골 제국 초기에 흥성했던 오이라트의 역할이 쿠빌라이 시대 이후에는 역사 무대에서 사라지게 되는데, 그 이유는 쿠빌라이와 아리크 부케가 대칸 자리를 놓고 싸울 때, 오이라트가 아리크 부케 진영에 섰기 때문이었다.
교주 카자크와 태위 마라크(馬兒哈)는 토구스 테무르의 군대와 합류하려 했으나, 11월 1일의 폭설로 길이 막혀 토구스 테무르 군과 합류할 수 없었던 이들은 그대로 명나라로 투항했다. 11월 4일 토구스테무르 칸의 암살 소식을 들은 국공 노철, 승상 시레문은 우승 카라타이, 상서 타구타이 등은 3천 명을 이끌고 명나라로 투항했다.

### 즉위와 내부 혼란
1388년 쿠빌라이 세첸 칸의 후예인 토구스 테무르가 살해됨으로써 쿠빌라이 가문은 몰락하게 되었고, 이수데르는 오이라트 태사들의 지원을 받아 몽골의 대칸이 되었다. 이 시기에는 동몽골의 북원도, 서몽골의 오이라트도 각자 내부에서 권력 이양을 위한 변화가 급속히 진행되고 있었다. 이 과정에서 1388년 오이라트의 수령 우게치가 쿠빌라이 계통의 대칸을 제거함으로써 동•서 몽골간에 대립이 시작되었으며 이후 혼란의 시기가 10여 년간 이어졌다. 1389년에 명나라는 현재의 내몽골인 타인에 들어와 몽골 정벌군을 편성하기도 했다. 명나라와의 전쟁에서 계속된 패배와 내분으로 북원의 황족들과 몽골 귀족들은 명나라에 속속 투항했다.
그는 중국식 풍습을 거부했지만, 중국내에 있던 옛 몽골 옛 재산을 되찾으려는 시도를 했다. 그는 또한 원나라의 이전 황제들이 전통적으로 여름 거처와 겨울 거처를 따로 하는 것을 거부했다. 
황금사(黃金史)에 의하면 그는 원나라, 대원(大元)이라는 국호를 폐지했다고도 한다. 그러나 이후에도 에센 타이시, 톡토아부카 타이순 칸, 바흐뭉케 다얀 칸, 부얀 서천 칸 등은 스스로를 대원의 칸을 자처하여 이견의 여지가 있다.

### 구 몽골 세력의 이탈
1389년 4월 우스칼 칸의 측근인 노얀 네케레크와 시레문이 오르도스에서 반란을 일으켰다. 네케레크 노얀과 시레문은 반란군을 이끌고 명나라로 투항했고, 홍무제 주원장은 이들을 전녕위(全寧衛)의 장관에 봉했다. 1389년 차가타이 칸의 후손인 구나시리가 신장 위구르 자치구 동부 하미 일대에서 세력을 형성하고 카라델 칸국을 건립하며 북원에서 분리되었다. 또한 오이라트부와 동몽골의 부족들 역시 북원의 종주권을 거부하고 자립해 독자적인 세력을 형성했다. 요양의 전 통치자이자 동방 몽골족 왕가의 한 사람인 아자시르는 조리그투 칸 이수데르에게 충성을 약속했다. 그해 명나라는 내몽골의 타이위안에 3개의 몽골인 경비병 부대를 배치했다. 시레문과 네케레크를 따라 명나라에 투항한 이들 중 일부는 다른 몽골인 대장을 살해하고 이수데르에게 귀순했다. 
1389년 명나라는 태녕위(泰寧衛, 현 지린 성 자오얼하(洮儿河)에 몽골인 출신 병력을 배치하여 그를 감시했다.
1390년 5월 랴오양(요양)의 세력가이자 전 요왕(遼王)이며, 동방 3왕가의 하나인 테무게 옷치킨 왕가의 아자시르(Ажашир)가 군사를 이끌고 명나라에 투항하여 우량하이 3위(兀良哈三衛)에 봉해졌다. 이수데르 칸은 '안다'인 잘라이르 나하추를 파견하여 자신의 지배권을 동쪽으로 확장하려고 시도했다. 안다 나하추는 오논강 유역까지 진출하여 명나라에 투항한 일부 몽골인들과 비밀리에 접촉했고, 같은 해 8월 25일 일부 몽골 병사들이 시레문과 같이 명나라에 투항한 네케레크를 배반하여 죽이고 안다 나하추에게로 귀순했다. 그러나 내몽골은 이후 명나라의 영토가 되었다. 이와 같은 사태에 대해, 명나라 측에서는 1392년 명태조 주원장은 장군 주흥을 파견해 오논강~힝간 산맥 일대의 안다 나가추 및 이수데르 세력의 토벌을 명했다.

### 명나라와의 교전과 최후
1392년 3월 2일 명 태조 주원장은 장군 주흥(周興)을 총병관(總兵官) 겸 북평도지휘사(北平都指揮使)로 임명하여 파견, 병력 6~7천 명 혹은 1만 명을 딸려보내 몽골을 공략하도록 했다. 주흥은 몽골인 병력도 편성하여 이들을 공격했다. 
그해 8월 주흥의 명나라군과 몽골 귀순자 병력이 오논강~힝간산맥 일대의 안다 나하추 세력과 이수데르 칸을 공격했다. 8월 11일 명군은 알난하(斡難河, 오논강)에서 안다 나하추를 공격, 그의 거마를 파괴했고, 몽골인 5백여 명을 포로로 사로잡고, 말, 소, 양 등을 사로잡았다. 이때 많은 몽골인과 가축이 도살되고 포로로 끌려갔다. 이수데르는 오논강에서 주흥 군대에 패배한 후, 후룬지(呼倫池 현, 내몽골 후룬호) 서남쪽 철철아산(徹徹兒山)으로 밀려났다가 추격한 주흥군에 패퇴하고 몽골병력 5백여 명이 사로잡혔다. 이때 가축 다수와 은인(銀印)을 명나라에 빼앗겼다.
그의 패배를 계기로 그의 영토는 오이라트부와, 아수드부 아룩타이 등이 차지했다. 이후의 행적은 알려지지 않았다. 이수데르 조리그투 칸은 이 전투에서 전사한 것으로 추정된다. 하지만 1393년에 사망했다는 설도 있다. 1392년 장남 엥크가 아버지 조리그투 칸에 이어서 대칸에 즉위했다. 명나라 사서 명사에 의하면 토구스 테무르 이후 칸 5명이 살해되었다고 언급된 것으로 보아, 이수데르 역시 피살 혹은 전사로 추정된다.

### 사후
몽골식 칸호 조리그투는 몽골어로 용감한, 용맹스러운이라는 뜻이다. 몽골 서부의 오이라트는 북원의 영향력에서 벗어나 독자적인 세력을 형성했다. 이수데르에 의해 쿠빌라이 가문이 몽골 대칸위에서 추방된 것을 기점으로 명나라는 대원 울루스가 단절된 것으로 파악하고, 오이라트 부족 연합을 오이라트, 동방의 몽골 부족 연합을 '달단'(타타르)으로 부르게 되었다. 
그러나 오이라트 부족 연합 출신의 에센 칸, 몽골 부족 연합 출신의 다얀 칸은 각각 "대원의 칸"을 자칭했으며, 몽골인들은 이수데르 조리그투 칸 이후에도 대원 대몽골 울루스는 살아 있다고 생각했다.
칸의 권위는 약화되어 그의 사후 고하이 태위나 우게치 카스하와 같은 오이라트 부족 연합의 지도자에게 실권을 점차 빼앗기게 된다.

## 대원 국호 폐지설 & 단절설
이수데르가 즉위하면서 원나라라는 국호를 폐지했다는 설과, 명나라에서 그의 쿠데타를 원나라 멸망 시점으로 파악했다는 설이 있다. 이수데르에 의해 쿠빌라이 가문의 칸이 축출되었기 때문에 명나라는 대원 울루스가 단절된 것으로 파악해, 오이라트 부족 연합을 와랄(瓦剌, 오이라트), 동방의 부흥한 몽골 부족 연합을 달단(韃靼, 타타르)라고 부르며, 원나라, 원조라고 호칭하지 않았다.
그러나 이후의 부냐시리 울제이테무르 칸, 오이라트부 출신 에센 타이시, 보르지긴 가문 출신인 다얀 칸 등은 스스로를 원나라의 황제라 지칭했다. 오이라트부의 토곤 타이시도 스스로를 대원 유왕, 아수드부의 아룩타이도 자신의 직책을 대원 승상이라 하였다. 몽골인의 자의식으로서는 이수데르 이후에도 대원 대몽골 울루스는 사라지지 않고 계속해서 존속했다고 생각했다.

## 같이 보기
- 홍무제
- 나하추
- 오이라트 4부

## 참고 자료
- Amitai-Preiss, Reuven; Morgan, David (2000). The Mongol Empire and Its Legacy. Brill. p. 294. ISBN 9789004119468.
- Далай Чулууны Монголия в XIII—XIV веках[깨진 링크(과거 내용 찾기)]틀:Недоступная ссылка

- Покотилов Д. История восточных монголов в период династии Мин 1368—1634" на сайте «Руниверс»
- Сайт «Восточная литература». Монгольские источники о Даян-хане
- Сайт «Удел Могултая» 보관됨 2012-05-07 - 웨이백 머신